# Piaristenkloster Nikolsburg

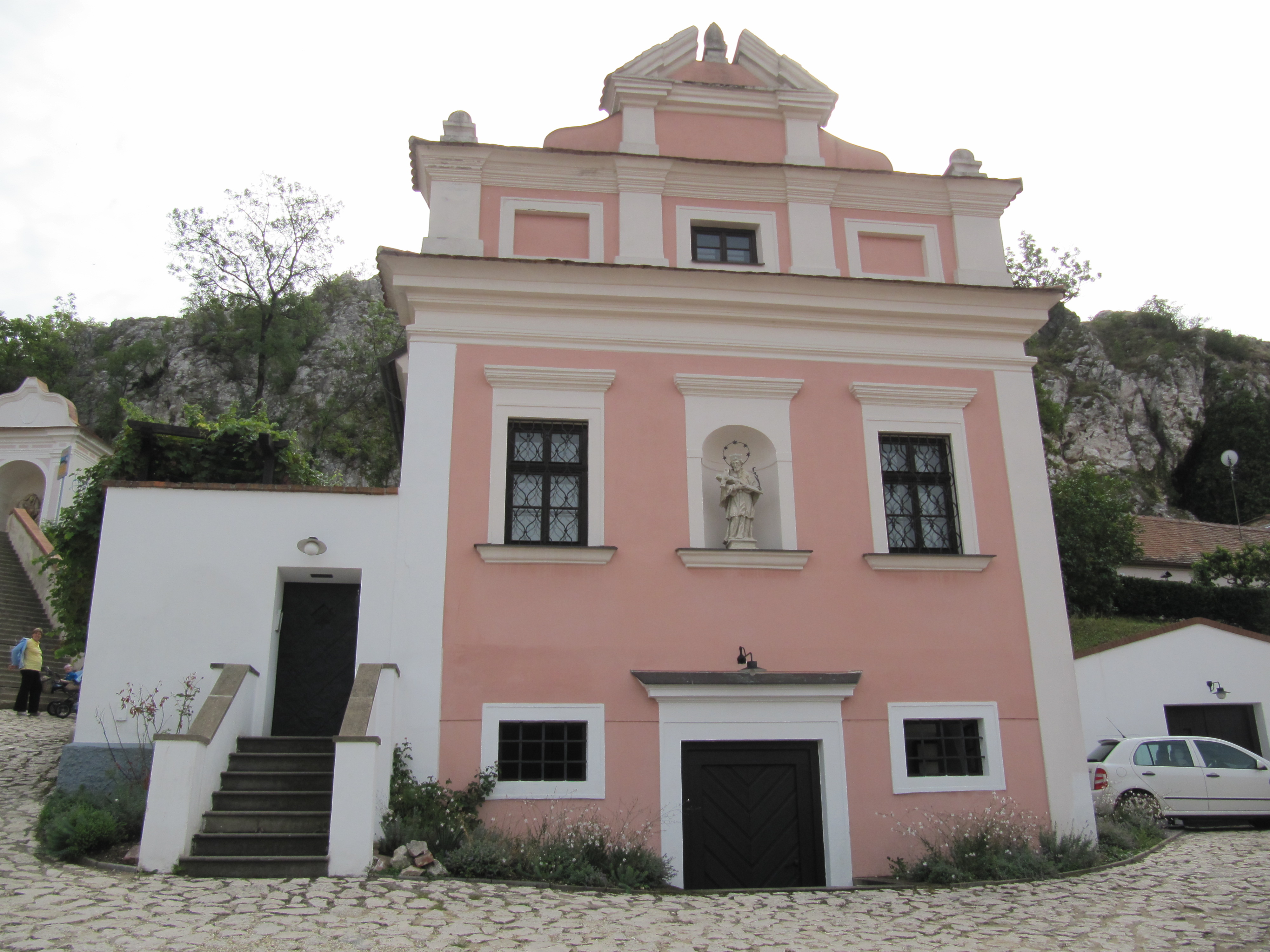
Piaristenkloster Mikulov

Das Piaristenkloster (tschechisch piaristický klášter) war eine Niederlassung des Piaristenordens in Nikolsburg (Mikulov) in Südmähren von 1631 bis 1950. Es war das erste Piaristenkloster nördlich der Alpen.

## Geschichte

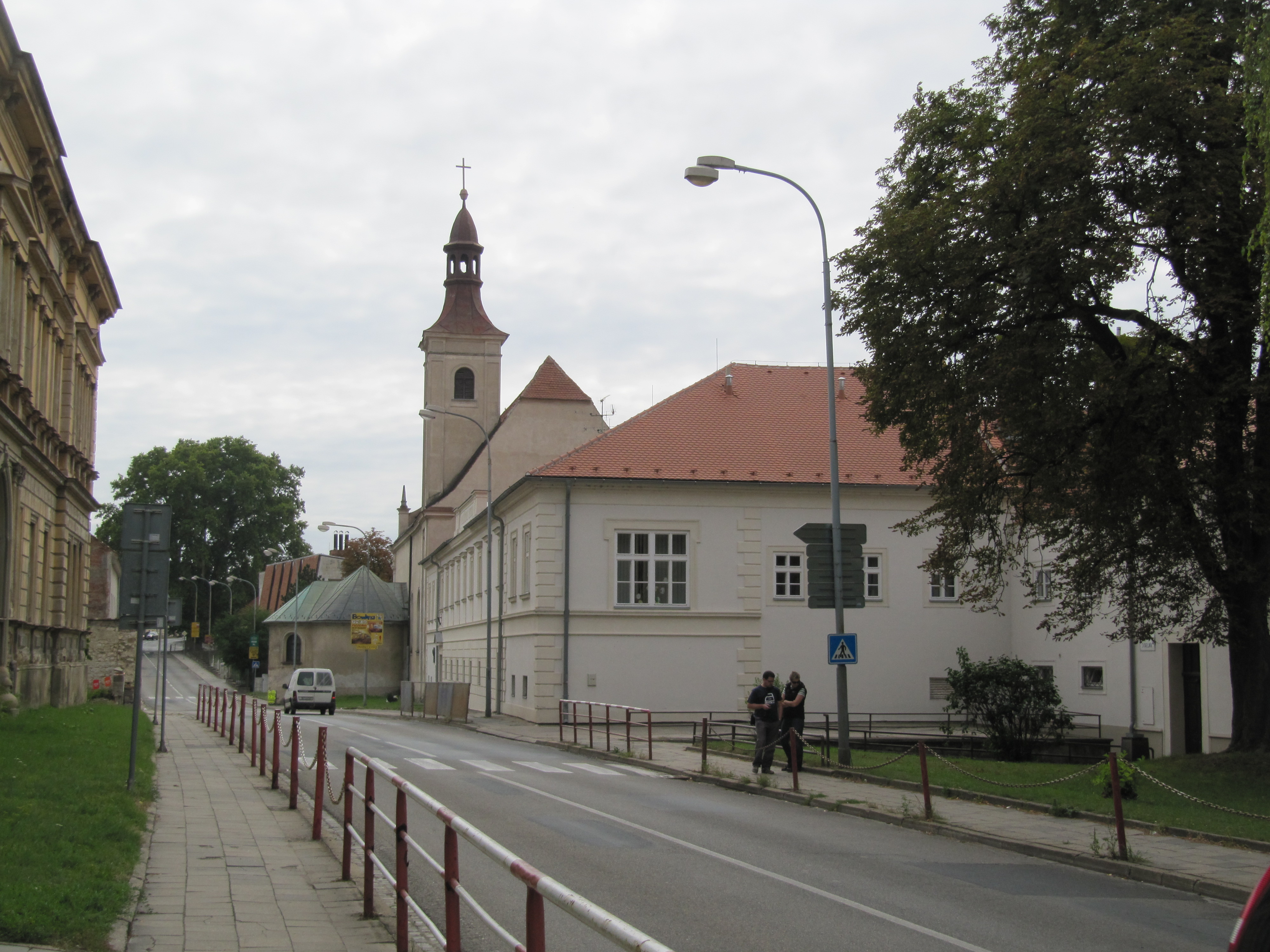
Piaristenkloster mit Kirche

1621/22 hatte der neue Orden der Piaristen seine Approbation durch den Papst erhalten. 1625 schlug der erste Versuch einer Klostergründung in der Habsburgermonarchie in Wien wegen Widerstands der konkurrierenden Jesuiten fehl. Seit 1629 bemühte sich der Olmützer Bischof Franz von Dietrichstein um die Ansiedlung von Piaristen in Nikolsburg. Sie sollten der Rekatholisierung im von den Protestanten zurückeroberten Gebiet dienen.
1631 kamen die ersten acht Ordensleute aus Rom nach Nikolsburg. Sie erhielten das Gelände des städtischen Spitals St. Johannes der Täufer und erhielten vom Bischof Ländereien der vertriebenen Wiedertäufer. Die Piaristen gründeten das Gymnasium „Collegium Nicolburgense“ und begannen mit dem Bau einer neuen Kirche, die 1640 fertiggestellt wurde. Die Schule hatte einen großen Zulauf und erwarb im Laufe der Zeit eine umfangreiche Bibliothek. Seit 1803 gab es neben der Grundschule und dem sechsklassigen Gymnasium eine zweijährige philosophische Ausbildung (Akademie). 1873 wurden die Schulen, wie andere in Österreich-Ungarn auch, verstaatlicht, aus den beiden höheren Schulen wurde ein achtklassiges Gymnasium gebildet.
1950 wurde das Kloster im Rahmen Aktion K 1950 durch die kommunistischen Behörden der Tschechoslowakei geschlossen und die Mönche verhaftet. Die Klostergebäude und die Kirche St. Johannes der Täufer sind erhalten.